# Primer govern del Consell del País Valencià
El primer govern del Consell del País Valencià fou el gabinet de consellers encarregats de conduir el País Valencià cap al restabliment d'un autogovern. El primer president en fou Josep Lluís Albinyana i Olmos, del PSPV-PSOE.
El 10 d'abril del 1978 es va constituir després de les negociacions entre l'Assemblea de Parlamentaris del País Valencià i el govern espanyol d'Adolfo Suárez. El primer govern estava integrat per consellers provinents dels partits que havien aconseguit representació per les circumscripcions valencianes a les eleccions generals de 1977 (el PSPV-PSOE, UCD, PCE-PCPV, AP i PSP) més els consellers (sense cartera o competències que gestionar) per designació de les diputacions provincials.

## Composició[3]
| Presidència                   | Partit |
| ----------------------------- | ------ |
| Josep Lluís Albinyana i Olmos |        |

| Conselleria                                | Conseller                     | Partit |
| ------------------------------------------ | ----------------------------- | ------ |
| Conselleria d'Economia i Hisenda           | Javier Aguirre de la Hoz      |        |
| Conselleria d'Interior                     | Fernando Vidal Gil            |        |
| Conselleria d'Educació i Ciència           | Josep Lluís Barceló Rodríguez |        |
| Conselleria d'Obres Públiques i Urbanisme  | Antoni Garcia Miralles        |        |
| Conselleria de Treball                     | Joan Lerma i Blasco           |        |
| Conselleria d'Indústria i Comerç           | Leonardo Ramón Sales          |        |
| Conselleria d'Agricultura                  | Enric Monsonís Domingo        |        |
| Conselleria de Turisme                     | Alberto Jarabo Payá           |        |
| Conselleria de Sanitat i Seguretat Social  | Manuel Sánchez Ayuso          |        |
| Conselleria de Cultura                     | José Beviá Pastor             |        |
| Conselleria de Transport i Benestar Social | Emèrit Bono i Martínez        |        |
| Conseller sense cartera per Alacant        | Bernardo Heredia Gutiérrez    |        |
| Conseller sense cartera per Castelló       | Luis Ramón Martínez Pérez     |        |
| Conseller sense cartera per València       | Ignacio Docavo Alberti        |        |